# 대서서초등학교
대서서초등학교는 대한민국 전라남도 고흥군 대서면 축동길 84-1 (남정리)에 있었던 초등학교이다.

## 연혁
- 1968년 7월 23일 설립인가
- 1969년 9월 6일 대서국민학교 대서서분교장 (개교)
- 1971년 3월 1일 대서서국민학교로 (승격)
- 1984년 3월 10일 병설유치원 인가 (개원)
- 1996년 3월 1일 대서서초등학교로 (교명 변경)
- 1999년 3월 1일 대서초등학교로 (통폐합)